# Washington Capitols 1950-1951
La stagione 1950-51 dei Washington Capitols fu la 2ª e ultima nella NBA per la franchigia.
I Washington Capitols fallirono dopo 35 partite dall'inizio della stagione e vennero classificati sesti nella Eastern Division con un record di 10-25.

## Roster
| N°    | Naz.                   | Ruolo | Sportivo         | Anno | Alt. | Peso |
| ----- | ---------------------- | ----- | ---------------- | ---- | ---- | ---- |
|       | Stati Uniti (bandiera) | GA    | Tommy Byrnes     | 1923 | 191  | 79   |
|       | Stati Uniti (bandiera) | AC    | Earl Lloyd       | 1928 | 196  | 91   |
|       | Stati Uniti (bandiera) | G     | Tommy O'Keefe    | 1928 | 188  | 84   |
| 10    | Stati Uniti (bandiera) | G     | Bill Sharman     | 1926 | 185  | 79   |
| 11    | Stati Uniti (bandiera) | AC    | Chuck Gilmur     | 1922 | 193  | 102  |
| 12    | Stati Uniti (bandiera) | A     | Ariel Maughan    | 1923 | 193  | 86   |
| 13    | Stati Uniti (bandiera) | GA    | Dick O'Keefe     | 1923 | 188  | 84   |
| 14    | Stati Uniti (bandiera) | C     | Chick Halbert    | 1919 | 206  | 102  |
| 15    | Stati Uniti (bandiera) | AC    | Ed Mikan         | 1925 | 203  | 104  |
| 15    | Stati Uniti (bandiera) | C     | Don Otten        | 1921 | 208  | 109  |
| 16    | Stati Uniti (bandiera) | A     | Johnny Norlander | 1921 | 191  | 82   |
| 17    | Stati Uniti (bandiera) | A     | Ed Bartels       | 1925 | 196  | 88   |
| 17-29 | Stati Uniti (bandiera) | A     | Alan Sawyer      | 1928 | 196  | 88   |
| 18-23 | Stati Uniti (bandiera) | GA    | Frank Kudelka    | 1925 | 188  | 88   |
| 20    | Stati Uniti (bandiera) | G     | Fred Scolari     | 1922 | 178  | 82   |
| 22    | Stati Uniti (bandiera) | A     | Dick Schnittker  | 1928 | 196  | 91   |
| 29    | Stati Uniti (bandiera) | AC    | Bones McKinney   | 1919 | 198  | 84   |

## Staff tecnico
- Allenatore: Bones McKinney